# ميكاييل أنابا
ميكاييل أنابا (بالإنجليزية: Michael Anaba)‏ (30 ديسمبر 1993 بكوماسي في غانا - ) هو لاعب كرة قدم غاني في مركز الوسط. شارك مع منتخب غانا تحت 20 سنة لكرة القدم. أما مع النوادي، فقد لعب مع أشانتي كوتوكو ونادي ألكويانو ونادي إلتشي وWindy Professionals FC ‏ وElche CF Ilicitano ‏.

## روابط خارجية
- ميكاييل أنابا على موقع قاعدة بيانات كرة القدم.إي يو (الإنجليزية)
- ميكاييل أنابا على موقع Soccerway.com (الإنجليزية)
- ميكاييل أنابا على موقع AS.com (الإسبانية)